# 堀雅哉
堀 雅哉（ほり まさや、1986年11月8日 - ）は、日本の男性ディレクター、グルメリポーター。大阪府枚方市出身。同志社大学文学部哲学科卒業。愛称（一部出演名義）は「AD堀くん（エーディーほりくん）」。株式会社MNW所属。身長170cm、体重62kg。血液型はA型。

## 人物
学生時代に『水曜どうでしょう』を見て、テレビ番組の制作を目標とする。2009年春、同志社大学文学部を卒業後、制作会社に入社した。2009年3月より、テレビ朝日の番組『シルシルミシル』のアシスタントディレクターを務める
店の紹介がメインであり食べる人に意味を持たせないようにするという鈴木忠親プロデューサーの考えにより、3月25日放送からの「外食店激戦地のお初」コーナーのグルメリポーターを務める。黄色いつなぎをトレードマークに、料理を必ず完食することと「とってもおいしいです」という締めの台詞、さらに純朴な人柄が話題となって人気者となった。9月にはテレアサショップなどで堀の顔と「とってもおいしいです。」という文字がプリントされている「とってもおいシール」が発売された。
2010年1月号『JUNON』誌上での『シルシルミシル』の特集で堀が大々的に取り上げられた。mixi内の応援コミュニティには2010年2月時点で約50,000人以上のメンバーが参加している。2月5日放送の『サラリーマン金太郎2』第5話にゲストで出演し、ドラマデビューを果たした（出演時の名義は「AD堀くん」で、この名前はテレビ欄にも掲載された）。「とってもおいしかったです」の台詞一言に1時間もの時間をかけ、撮影した。
2010年7月の改編前、銀座の縦28メートルのバナー広告には、司会のくりぃむしちゅーではなく、堀の全身写真が掲載された。
2011年9月28日のネオバラ枠最終回をもって番組への出演を終了した。
2012年6月24日放送の『日曜×芸人』「激うまロケ弁当でポジティブ!」の回で、同番組のレギュラー出演者・バカリズムがナレーションを務める『シルシルミシルさんデー』のロケ弁当を『日曜×芸人』の出演者が食べてもいいかを『シルシルミシルさんデー』のスタッフに交渉しに行った際に登場し、それを許可した。
2013年5月1日放送の『バカリズム御一考様』内の企画「第3回 芸人笑喚カードバトル WARAUNO」で、芸人に代わって番組ADにお題を答えさせる「ADカード」が使用された際に登場。解答が観客の過半数の評価を得る。
2019年4月2日よりスタートしたAbemaTV『競輪チャンネル』のAbemaミッドナイト競輪の番組スタッフとして参加中。同番組はAbemaProduction制作なので所属は変わっているものと思われる。

## エピソード
『シルシルミシル』内では番組MCの有田哲平（くりぃむしちゅー）に憧れているという設定で、ある回にて有田と同じ髪型にした。しかし、別の回では実は自分が憧れていたのは有田ではなく、番組ご意見番のいとうせいこうではないか、と悩むというシーンが放送された。番組内で有田に伸び放題になった髪形などだらしない身だしなみを注意されたのを受け、2010年3月3日放送回では若かりし頃のせいこうの髪型にして登場した。
取材に対しては非常に真摯に取り組んでおり、出された料理はどんなに満腹でも必ず完食し、向かった店で取材拒否をされたり、閉店したりしているとひどく落ち込んでしまう。『シルシルミシル』でのグルメリポーターを務めるにあたり、その筋の大先輩である彦摩呂に指導を受けており、その様子は番組内でも流された。外食店激戦地の最初に出るプロフィールの「好きな食べ物」は、その時に食べるものとなっている。気を抜いた瞬間やショックを受けた際などに見せる、白目をむき顔全体の力が抜けたような「ウミガメ顔」も定番化しつつある。
2009年10月7日放送の『シルシルミシル 強力版すごく調べましたスペシャル』で、東京都で1番古いラーメン店がどこかを調べている最中、女子高生から人生で初めて「カッコいい」と言われた。一方、2009年11月18日放送回の横須賀カレーの取材では、若い女性にさかなクンに間違えられた。
2009年12月2日放送回の大阪お好み焼きの取材で、実家が紹介された。それによると家族構成は父、母、妹（3歳年下）。妹にはかなり慕われているようである。母の話によると子供の頃は目立たない存在だったという。子供時代の写真は番組内で複数紹介されている。同放送では、テレビ番組に出演するのが夢だという妹のために、堀が妹を取材に同行させた。これを番組MCの上田晋也（くりぃむしちゅー）は「やりたい放題じゃないか」と評した。
番組初出演時から8、9kg太り、72kgまで増えたが、2011年2月2日放送回では10kg痩せたことを公言した。
2010年の後半辺りから出番が減少し、久しぶりに出演した上記の放送回では、堀が出ていない回の方が視聴率がいいことをネタにされた。

## 出演番組

### バラエティ
- シルシルミシル（2009年3月25日 - 2011年9月28日、テレビ朝日）

### ドラマ
- サラリーマン金太郎2 第5話（2010年2月5日、テレビ朝日）[1]※「AD堀くん」名義

### アニメ
- スティッチ! 〜ずっと最高のトモダチ〜 第63話「燃えろ!クイズ大会」番組プロデューサー役（2010年8月17日、テレビ朝日）※「AD堀くん」名義

## 著書

### 単行本
- とってもおいしいです 〜食べ歩きAD堀くんのご当地グルメお初店ガイド 東京編〜（テレビ朝日シルシルミシルチーム）